# Gustave Moreau

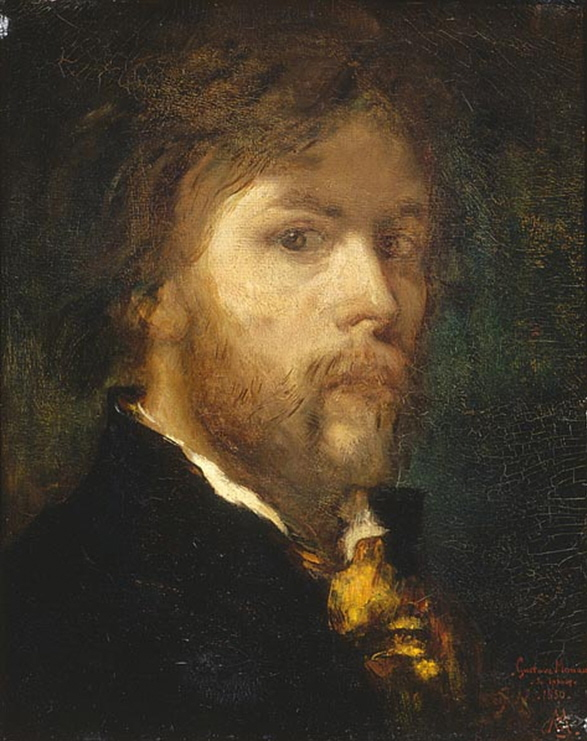
Gustave Moreau, Selbstporträt 1850

Gustave Moreau (* 6. April 1826 in Paris; † 18. April 1898 ebenda) war ein französischer Maler und Zeichner des Symbolismus.

## Leben
Moreau, Sohn des Architekten Louis Jean Marie Moreau und der Adele Pauline des Moutiers, war ab 1846 Schüler von Théodore Chassériau an der Académie des Beaux-Arts in Paris. Seine Gemälde, Aquarelle und Zeichnungen stellen vor allem biblische, mythische und phantastische Szenen dar. Er übte großen Einfluss auf den Fauvismus und den Surrealismus aus.
Moreau war ein vorzüglicher Kenner der „alten Kunst“, ein Bewunderer der griechischen archaischen Bildwerke und ein Liebhaber orientalischer Kostbarkeiten wie Seide, Waffen, Porzellan und Teppiche. In seinen malerischen Phantasien versenkte er sich in die antiken Mythen, wobei ihn aber nicht Schicksale und Ereignisse, sondern das Unergründliche der Traumzustände und der Schauer und Schrecken erwachender Seelen fesselten. Bei aller Verinnerlichung gab er aber den Farben den sinnlichen Glanz und eine oft raffinierte Kostbarkeit der Oberflächenwirkung. Seine Bilder sollten aus der Fantasie hervorgehen. Sie sollten Gleichnisse von Empfindungen, Ahnungen, Gedanken, innere Erfahrungen und träumerische Erregungen sein.
Auf seinen zwei Italienreisen (1841; 1857 bis 1859), die ihn nach Venedig, Florenz, Rom und Neapel führten, widmete er sich der Kunst der Renaissance. Er sah die Meisterwerke von Andrea Mantegna, Crivelli, Botticelli und Leonardo da Vinci im Original.
1888 wurde Moreau an die Académie des beaux-arts in Paris gewählt. 1891 trat er als Professor an der der Akademie angegliederten École des Beaux-Arts die Nachfolge von Elie Delaunay an. Dort gehörten Georges Rouault, Henri Matisse, Albert Marquet, Henri Manguin, Edgar Maxence, Émile Joseph-Rignault und Léon Printemps zu seinen Schülern. Sonntags empfing er im privaten Rahmen junge Künstler wie Ary Renan und George Desvallières.
Moreau starb 1898. Er wurde auf dem Pariser Cimetière de Montmartre beerdigt.
In seinem ehemaligen Wohnhaus und Atelier im IX. Arrondissement befindet sich seit 1903 das Musée Gustave Moreau.
Werke Moreaus befinden sich auch im Clemens-Sels-Museum, Neuss.

## Werke

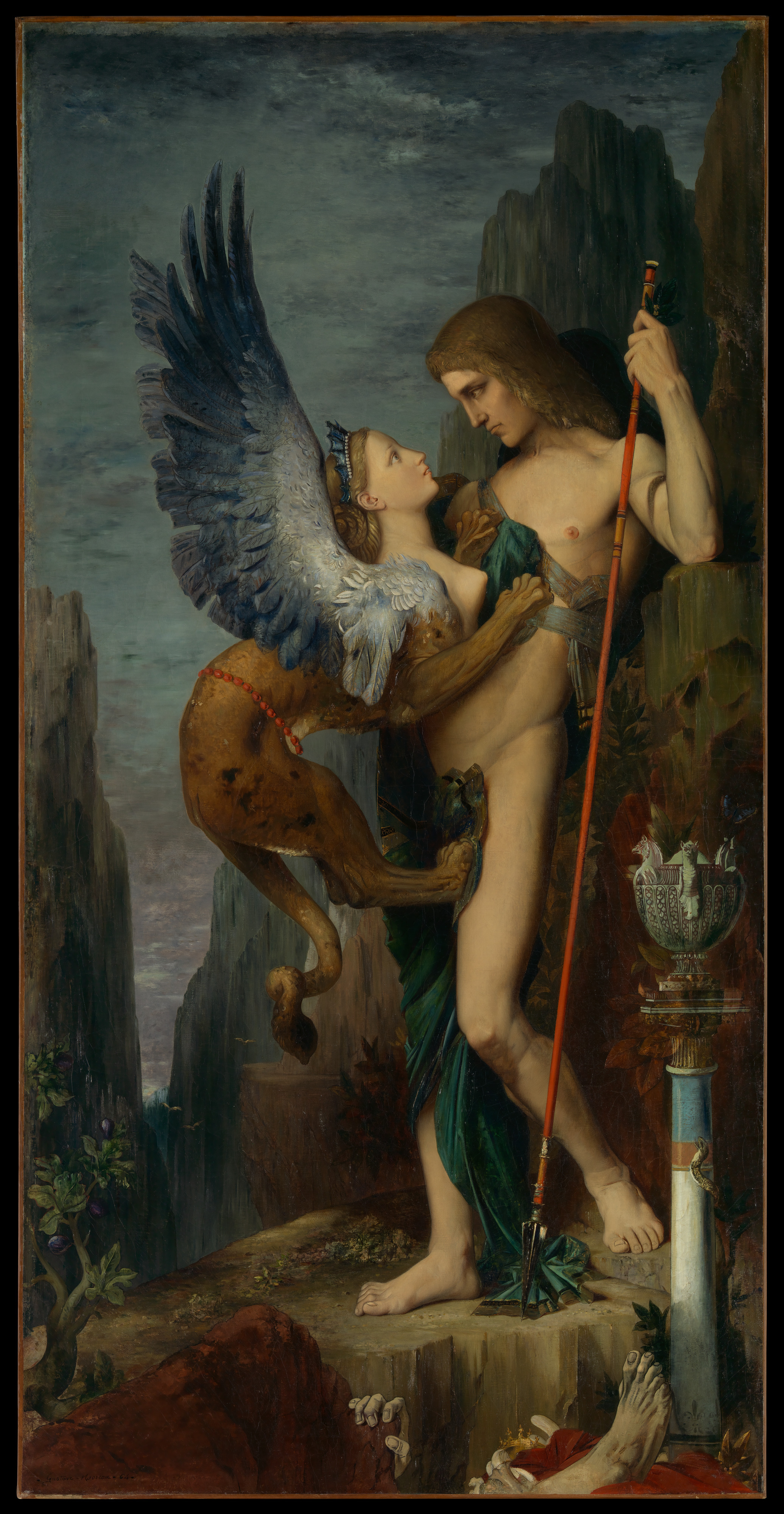
Ödipus und die Sphinx, 1864
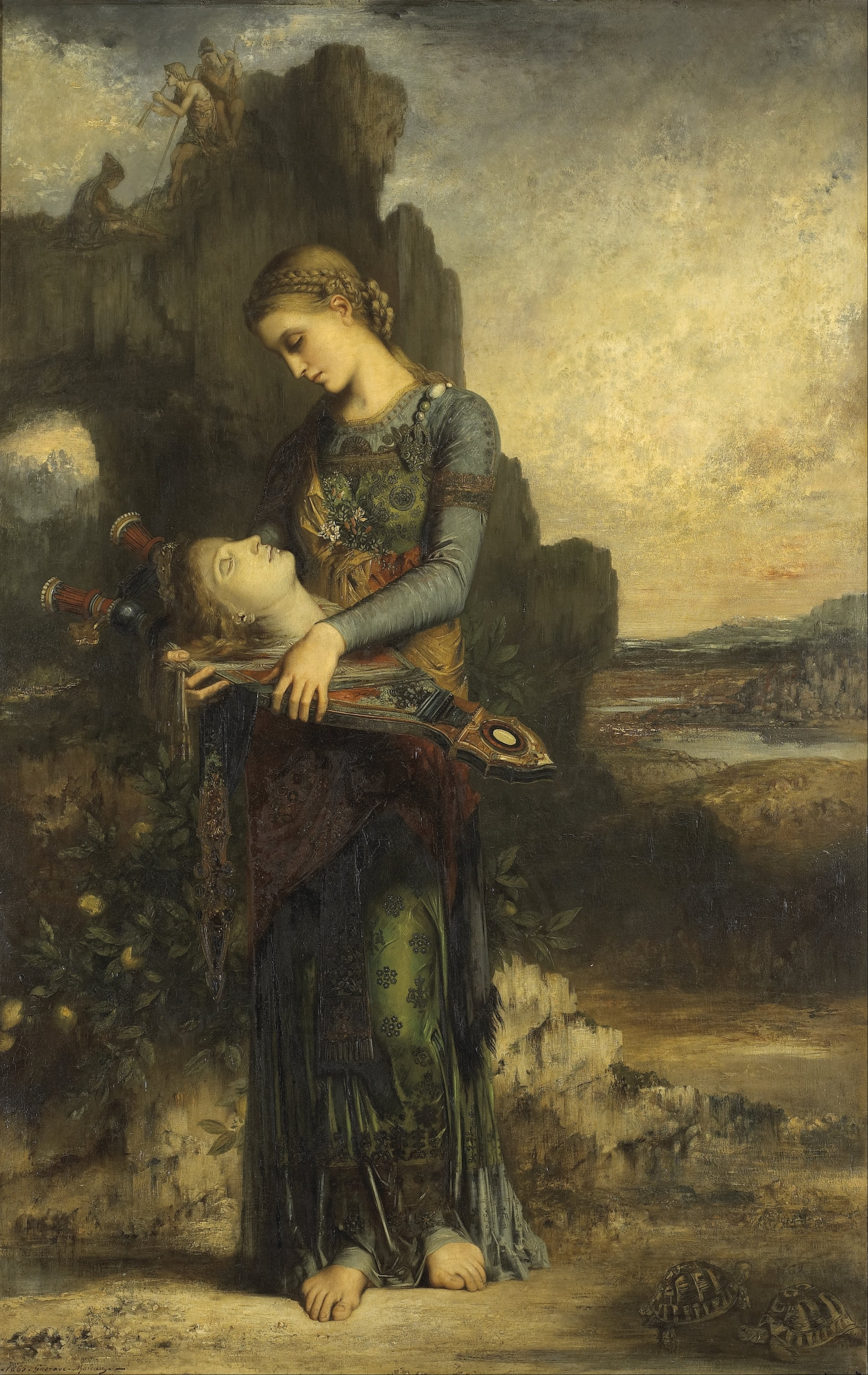
Orphée, 1865
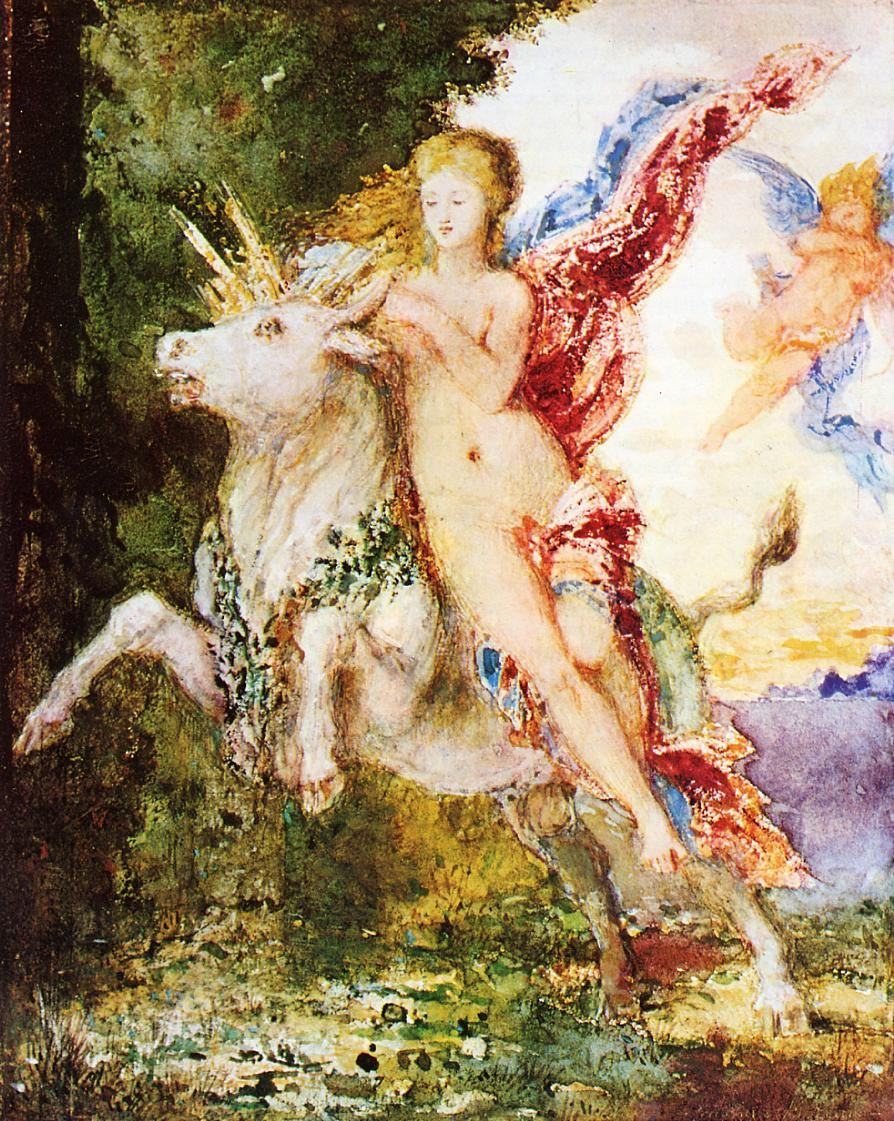
Europa und der Stier, 1869
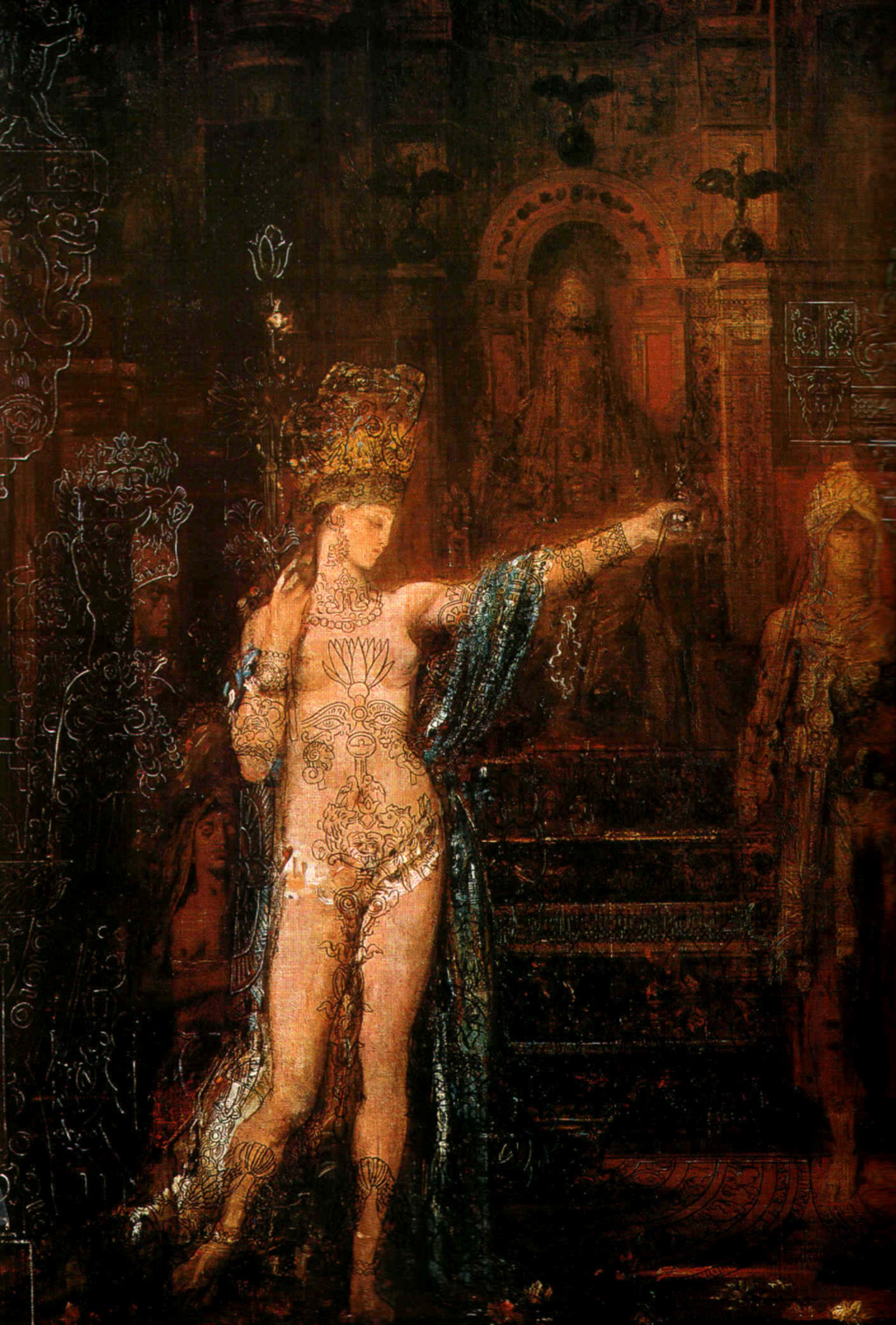
Salomé, 1871
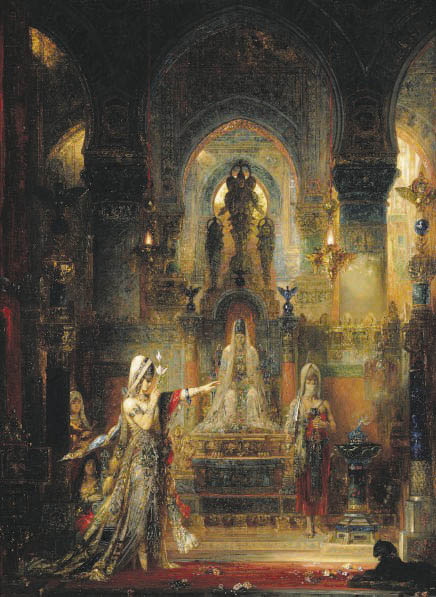
Salomé tanzt für Herodes, 1876
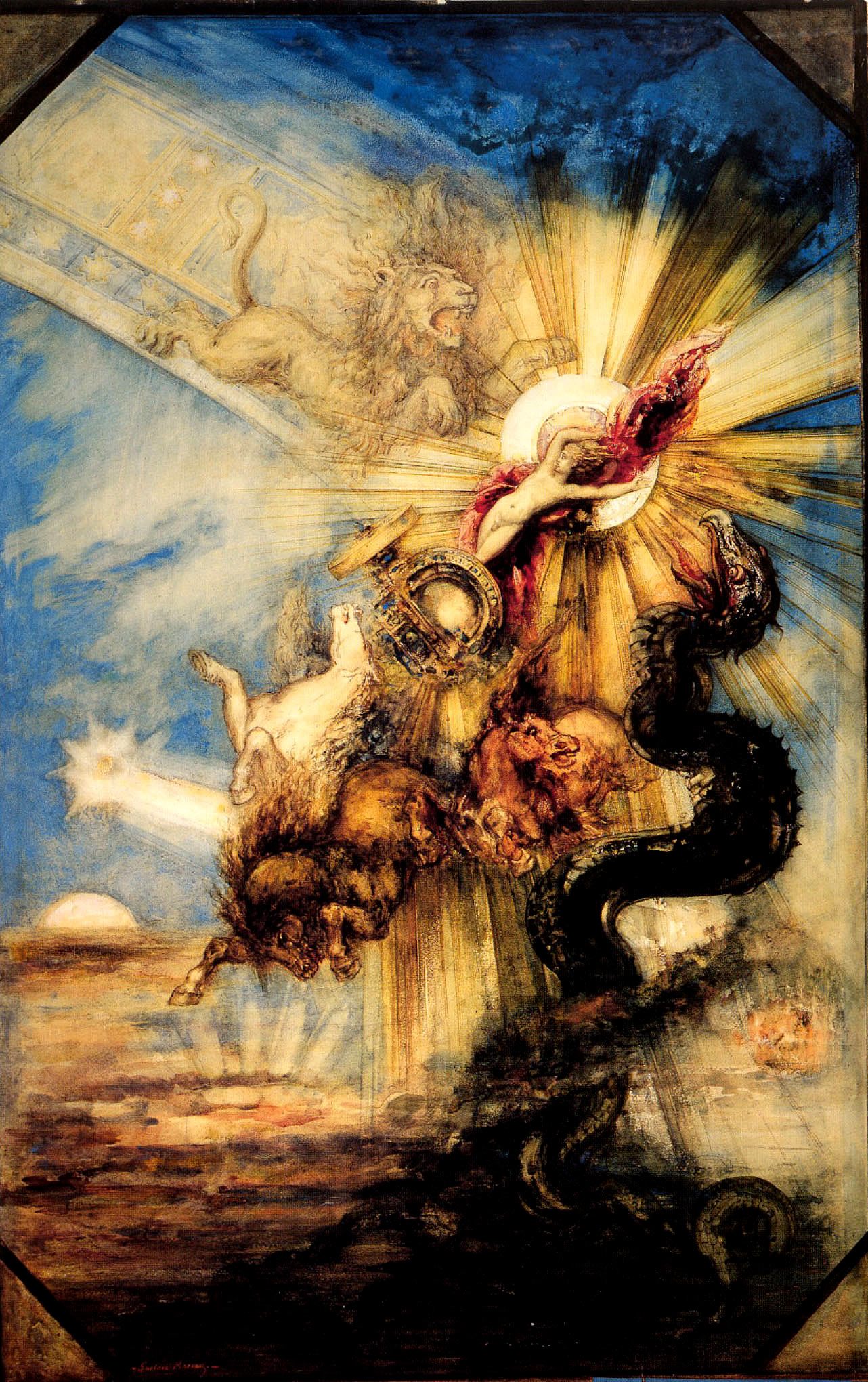
Phaéton, 1878
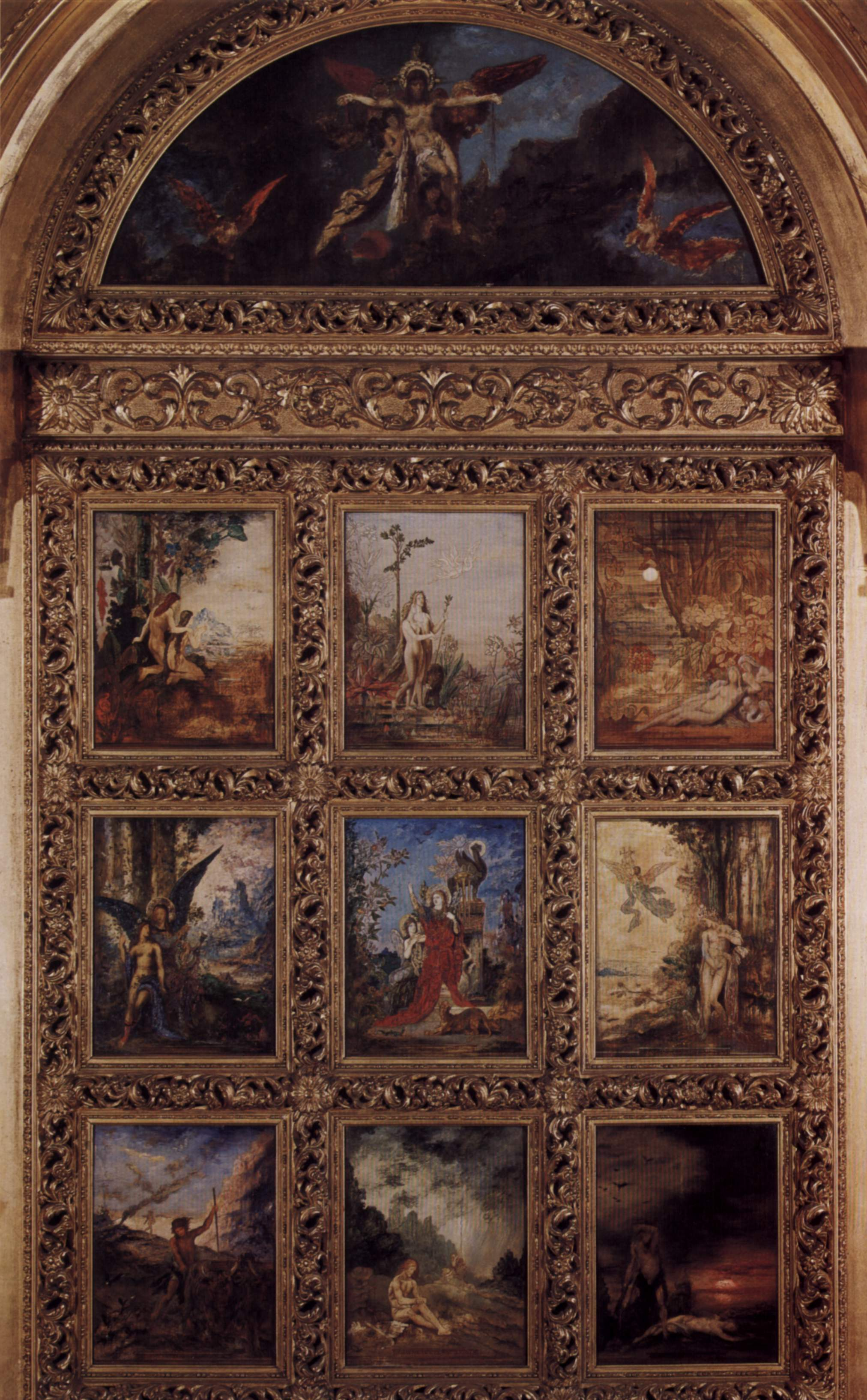
Die Geschichte der Menschheit (9 Tafeln), 1886
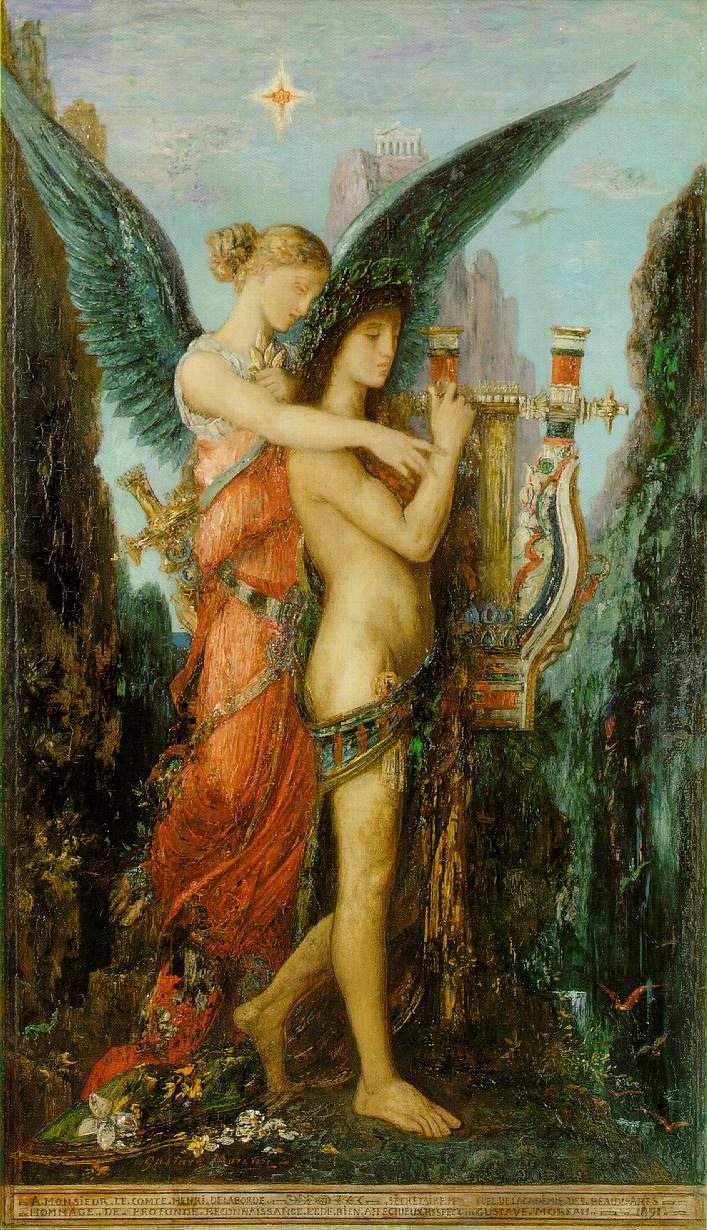
Hesiod und die Muse, 1891
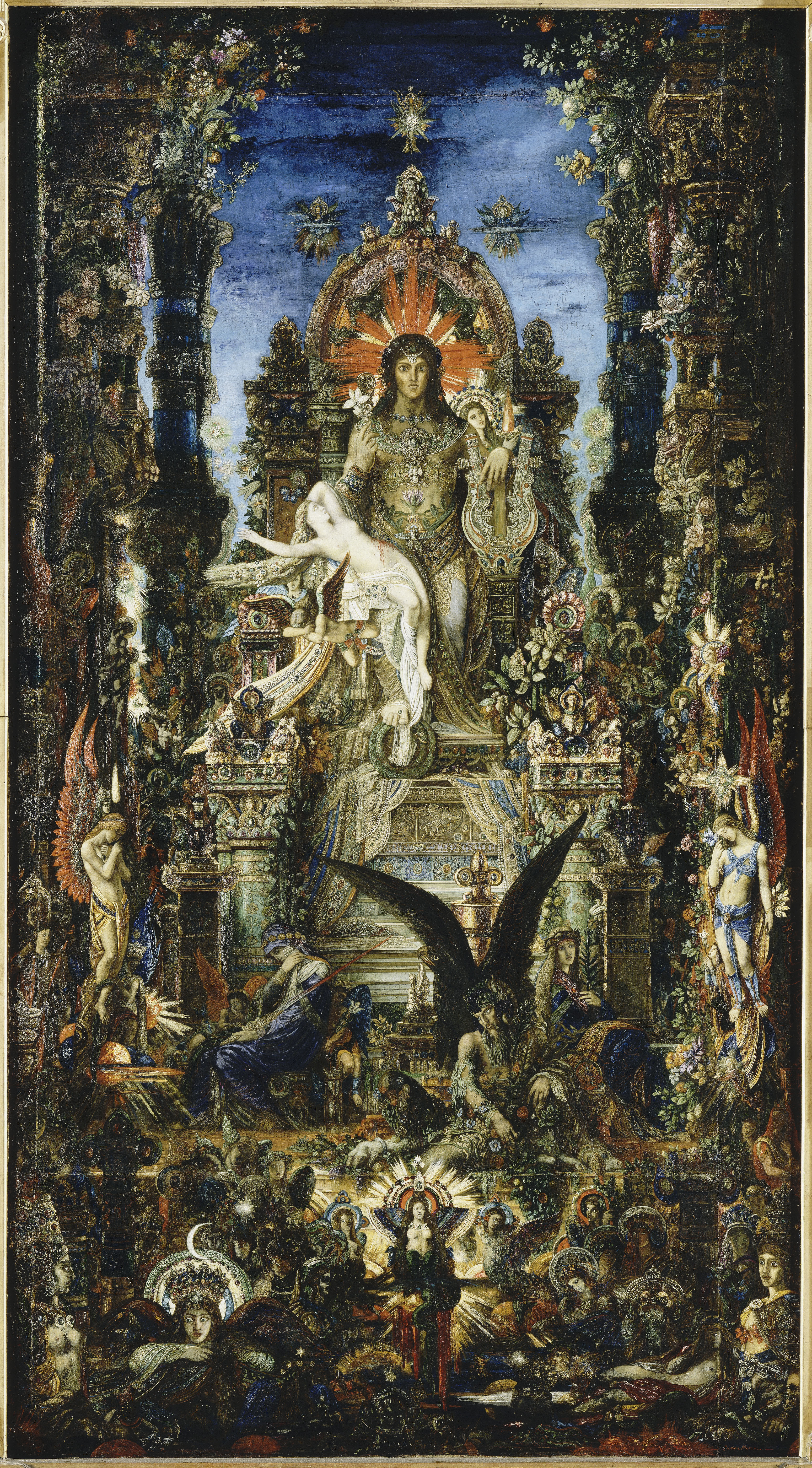
Jupiter und Semele, 1894–1895
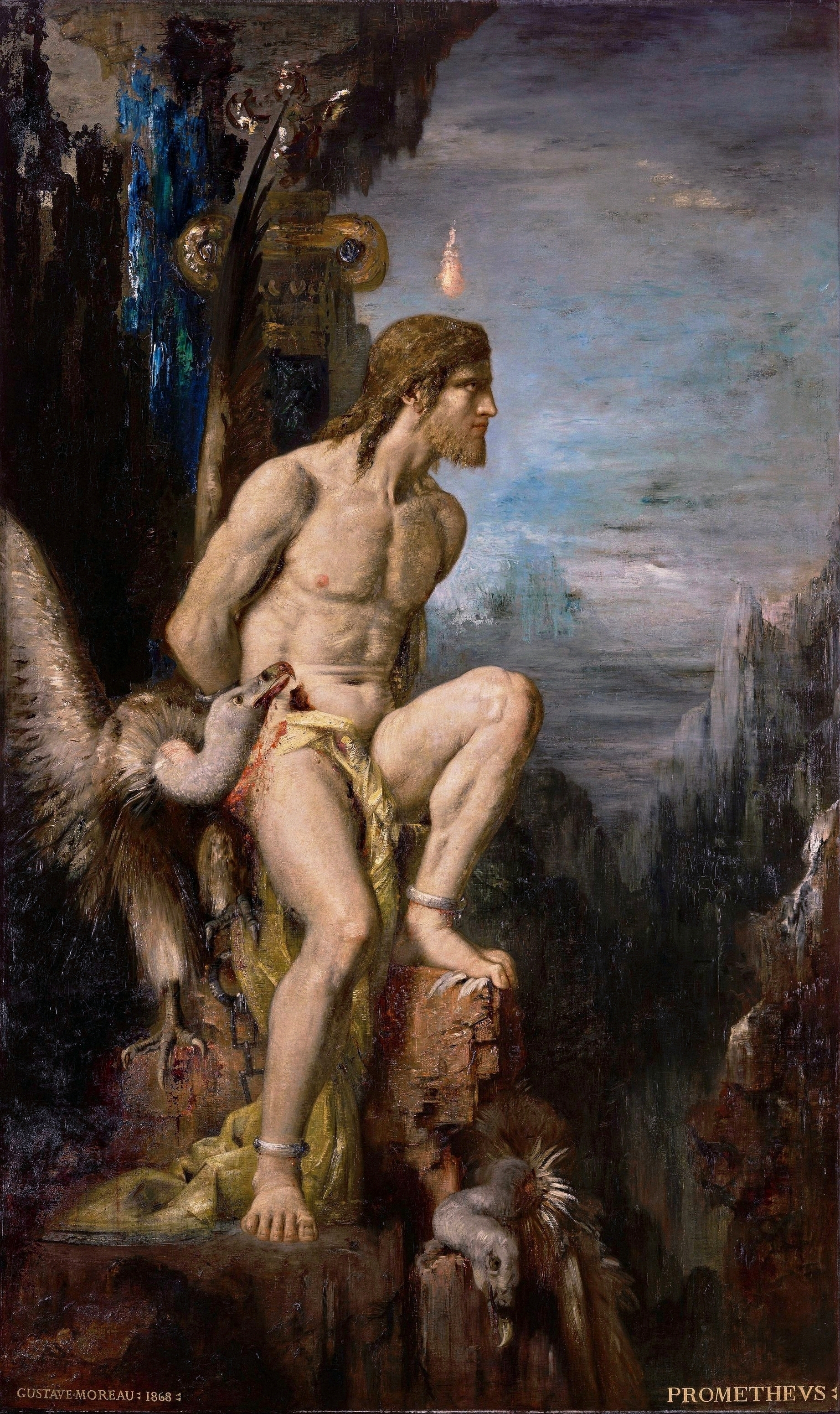
Prometheus, 1868

- um 1869: Saint Sébastian (Der heilige Sebastian), Clemens-Sels-Museum, Neuss
- um 1886: Le Sphinx vainqueur (Die siegreiche Sphinx), Clemens-Sels-Museum, Neuss
- ohne Jahr: Entwurf, Öl auf Holz, 27 × 21,5 cm, Musée Gustave Moreau, Paris